# 隱蔽大逃亡
《隐蔽大逃亡》是由西班牙公司Pendulo Studios开发，Bulkypix于2012年发行的找物品游戏。故事講述前作（《逃亡：冒險之路》）中的主人公布里安·巴斯科和吉娜·廷明斯接受一名對他們經歷有興趣的電影製片人邀請，二人回憶在前作中的種種經歷。遊戲主要內容為找出場景中的隱蔽物品，此外亦有若干小遊戲可供遊玩。本作係Pendulo首款休閒遊戲，也是第一款非圖像冒險遊戲。
《隱蔽大逃亡》開發期間Pendulo正值財政困難；該作本身亦不叫座，更讓公司財政雪上加霜。據Metacritic統計，媒體對遊戲評價為「兩極分化或中庸」。《隱蔽大逃亡》發行後數年間，公司一直未推出全新作品，直到2016年《昨日起源》打破僵局。

## 玩法与情节

玩家依屏幕上方物品清单的指示，找出场景画面中隐蔽的物品

《隐蔽大逃亡》是一款找物品游戏：玩家依物品清单所示，从場景画面背景中找出一系列物品。每关场景开头会出示本關所需的关键道具；玩家從場景中找到全部物品后，将獲得該关键道具；之後正确组合或使用該道具，即可推进遊戲流程。除了找物品外，《隐蔽大逃亡》还有匹配音符、拼复门票碎片、翻版打地鼠等小游戏；打通的小游戏可以随时重玩。
《隐蔽大逃亡》設定於系列首作《逃亡：冒险之路》多年后：男女主角布里安·巴斯科和吉娜·廷明斯闹翻；但一位电影制片人將二人勸和，請他們按照自己新剧本演出過去的故事。遊戲故事由關卡間穿插剧情过场推动；游戏中偶然会闪回初代《逃亡》的记忆 。遊戲復述了《冒险之路》前半部分的故事，並以布里安和吉娜来到亞利桑那州的霍皮地区作结。之后玩家会看到关于《隐蔽大逃亡2》的迷你游戏和宣传篇；该游戏预定讲述后续的故事。

## 開發
2009年《逃亡：命运无常》发行后，西班牙工作室Pendulo Studios称逃亡系列资源已经枯竭，转而發展其他项目。Pendulo的拉斐尔·拉铁吉2011年称，已有两三篇關於《逃亡4》的劇本，至於新作則尚無计划。然而2012年3月，手机游戏发行商Bulkypix在游戏开发者大会上宣布，将发行Pendulo开发的新作《隐蔽大逃亡》。TouchArcade当时报道称，《隐蔽大逃亡》是一款找物品游戏，其中收录了12款小游戏。Pendulo當時計劃推出兩款遊戲，一項是透過众筹计划開發的《初日》，另一項則是這個遊戲。兩款作品的發行時間都定於2012年遊戲《昨天》之后。据编辑霍苏埃·蒙昌称，两款游戏制作期间，由於《下一个大人物》商业表現不佳，《昨天》同樣失败，因此开发商不愿投資；Pendulo正深陷财政困境。
《隐蔽大逃亡》标志着Pendulo的转变。公司自1994年《Igor: Objective Uikokahonia》发售以来，即以冒险游戏而知名；主程序师费利佩· 戈麦斯·皮尼利亚称，本作是公司首款非冒险类游戏。拉铁吉称“《逃亡》以休闲体裁归来”；工作室负责人拉蒙·埃纳德·埃尔纳埃斯也表示，这是Pendulo首次涉足休闲游戏市场。他于2012年表示，找物品游戏對他們“非常有吸引力”——此類游戏同公司前作的靈魂相似，但稍微改變了玩法和玩家期望——並期望通過此番小製作補足公司傳統的冒險遊戲。埃尔纳埃斯還称，公司除了陰鬱的《昨日》和《初日》外，還計畫由《隐蔽大逃亡》打头阵，推出一系列休闲作品。拉铁吉和蒙昌称，开发《隐蔽大逃亡》可谓有趣的新体验。但Pendulo作曲师胡安·米格尔·马林后来称，此乃Pendulo“唯一為了响应市场需求而推出”的作品，因此结果並不理想。
《隐蔽大逃亡》对应Microsoft Windows、OS X和iOS平台，原定于2012年5月发行。然而游戏直到8月仍在制作；拉铁吉称，当时已至开发最终阶段。2012年10月18日，Bulkpix在iOS应用商店上架。电脑版于2013年8月在德国销售，Rondomedia负责Windows版发行工作。

## 评价
Metacritic统计显示《隐蔽大逃亡》总体评价为“两极或一般”。Pocket Gamer编辑哈里·斯莱特稱游戏“有趣但让人极其失望”。他称赞故事和画面表现，但认为找物品环节难度失衡、节奏糟糕。Jeuxvideo.com评测人同样称赞画面，但他认为该作严格遵守找物品游戏的公式，重新带来了早期逃亡游戏的氛围。然而，他尖锐批评游戏结局突兀、打地鼠部分“完全脱戏”；制作组仿如讨钱制作《隐蔽大逃亡2》，玩家余味“非常苦涩”。
西班牙HobbyConsolas雜誌的戴维· 阿隆索·埃尔南德斯和Vandal的费尔南多·丰塔内特-贝尔为《隐蔽大逃亡》打出高分；IGN西班牙的吉娜·托斯特称，游戏反映出西班牙游戏业“状态良好”。埃尔南德斯和丰塔内特-贝尔称赞玩法，并认为Pendulo Studios成功籍《隐蔽大逃亡》轉向触控休闲游戏。虽然丰塔内特-贝尔称游戏有限的动画无伤大雅，但埃尔南德斯认为拖了游戏整体表现的後腿；后者亦批评游戏音效欠奉 。丰塔内特-贝尔总结称，《隐蔽大逃亡》是Pendulo今后走向iOS游戏的振奋讯号；埃尔南德斯更进一步称，“就图像冒险游戏而言，本作再一次凸显了智能手机和平板的巨大潜力”。
Pendulo的霍苏埃·蒙昌2014年表示，《隐蔽大逃亡》完全是财政灾难。胡安·米格尔·马林也于2016年10月称，这是公司截至当时销量最差的游戏。当时公司作品《下一个大人物》和《昨日》表现不佳，《初日》众筹失败，《隐蔽大逃亡》亦让公司财政雪上加霜。该作发售后多年，公司都未有推出原创游戏，一直靠推出iOS移植游戏维系生计。直到2016年，Pendulo才推出新作《昨日起源》。